# Rebellion R13
Der Rebellion R13 ist ein LMP1-Wagen, der von der französischen Firma Oreca im Auftrag von Rebellion Racing gebaut wurde.

## Technische Daten
Das Monocoque des Rebellion R13 besteht aus Kohlenstofffaserverstärktem Kunststoff. Die Maße des Wagens betragen 4645 × 1995 × 1045 mm. Die vordere Spurweite beträgt 1560 mm und ist damit größer als die hintere Spurweite, welche 1550 mm beträgt. Der Radstand des Wagens beträgt 2905 mm und sein Gewicht 833 kg. Der Gibson GK-458 Motor des Fahrzeugs ist ein V8-90°-Motor mit einer Leistung von 496 kW und einer maximalen Drehzahl von 9000 Umdrehungen pro Minute. Der Wagen fährt auf Michelin-Reifen.

## Rennerfolge
Rebellion Racing stellt für die FIA-Langstrecken-Weltmeisterschaft 2018/19 zwei Wagen mit den Startnummern #1 und #3, welche in der LMP1-Klasse antreten. Dabei wird der Wagen mit der Startnummer #1 von Neel Jani, André Lotterer und Bruno Senna gefahren, während das Fahrzeug mit der Startnummer #3 von Mathias Beche, Thomas Laurent und Gustavo Menezes gefahren wird. In der Saison 2018/2019 der Langstrecken-Weltmeisterschaft, konnte der Wagen mit der Startnummer #1 bei bislang sieben Rennen zwei Podiumsplätze erzielen, darunter einen zweiten Platz bei dem 6-Stunden-Rennen von Silverstone 2018 und einen dritten Platz bei dem 6-Stunden-Rennen von Fuji 2018. Der Wagen mit der Startnummer #3 konnte vier Podiumsplätze erzielen. Darunter zwei dritte Plätze bei dem 6-Stunden-Rennen von Spa-Francorchamps 2018 und dem 24-Stunden-Rennen von Le Mans 2018, einen zweiten Platz bei dem 6-Stunden-Rennen von Spa-Francorchamps 2019 sowie einen ersten Platz bei dem 6-Stunden-Rennen von Silverstone 2018.